# Anderssonites
Anderssonites es un género de foraminífero bentónico de la subfamilia Pseudofusulininae, de la familia Schwagerinidae, de la superfamilia Fusulinoidea, del suborden Fusulinina y del orden Fusulinida. Su especie tipo es Fusulina anderssoni. Su rango cronoestratigráfico abarcaba desde el Gzheliense (Carbonífero superior) hasta el Sakmariense (Pérmico inferior).

## Discusión
Clasificaciones más recientes incluyen Anderssonites en la superfamilia Schwagerinoidea, y en la subclase Fusulinana de la clase Fusulinata. Algunas clasificaciones incluyen Anderssonites en la Familia Pseudofusulinidae. Clasificaciones previas hubiesen incluido Anderssonites en la subfamilia Pseudoschwagerinae.

## Clasificación
Anderssonites incluye a las siguientes especies:
- Anderssonites accurata †
- Anderssonites anderssoni †
- Anderssonites bona †
- Anderssonites borealis †
- Anderssonites eliseevi †
- Anderssonites kireevi †
- Anderssonites ognevae †
- Anderssonites paraanderssoni †
- Anderssonites rhomboides †
- Anderssonites rostovzevae †
- Anderssonites triangula †